# Zär’a Yaqob
Zär’a Yaqob (* 1599 in Aksum, Äthiopien; † 1693 in Enferaz) war ein äthiopischer Philosoph, der sich mit Fragen über Gott und Religion sowie zu Mensch und Moral beschäftigte. Zunächst lehrte Zär'a Yaqob die Auslegung der Bibel in Aksum, bis ihn ein Priester verriet. Er musste ins Landesinnere Äthiopiens fliehen und fand dort die Möglichkeit ausgiebiger Meditationen. 
Zär'a Yaqob ging beim Philosophieren sehr methodisch vor. Sein Einfluss blieb dennoch auf seinen einzigen Schüler Waldä Heywat beschränkt.

## Biographie
Zär’a Yaqob wurde 1599 in Aksum als Sohn eines Bauern geboren. Sein Vater schickte ihn zur Schule, wo er in den Psalmen Davids unterrichtet wurde. Am Ende seiner Ausbildung erhielt er eine Empfehlung seines Lehrers und begann mit Kirchenmusikunterricht, da er allerdings kein Talent zum Singen zeigte, brach er diesen nach drei Monaten ab. Nach der missglückten Ausbildung wechselte er für vier Jahre zur Dichtkunst und Grammatik.
Nach Abschluss dieser Schule wechselte er erneut, um die nächsten zehn Jahre die Auslegung der Heiligen Schrift zu lernen. Dies geschah sowohl bei den einheimischen Gelehrten, als auch bei den katholischen Missionaren, den Frang („Fremde“, Portugiesen, vgl. Farang). Daraufhin kehrte er für vier Jahre nach Aksum zurück, um dort die Auslegung der heiligen Schrift zu lehren. In dieser Zeit wechselte der damalige König Susenyos zur katholischen Konfession und ließ alle Andersgläubigen verfolgen.
1626 verriet ihn Waldä Yohannis, ein Priester aus Aksum und Freund des Königs, indem er diesem erzählte, dass Zär’a Yaqob den Leuten predigen würde, dass sie die Frang vertreiben und den König töten sollen. Aus Angst floh Zär’a Yaqob aus Aksum und nahm nur die Psalmen Davids und ein paar Gramm Gold mit. Zwei Jahre lebte Zär’a Yaqob in einer Höhle in der Nähe von Shewa, dort betete er die Psalmen und machte sich das erste Mal eingehend Gedanken über die Theodizee. Er fragte sich, wie der Wille Gottes dem Menschen einsichtig werden könne und ob die heilige Schrift wahr sei.
1632 starb der alte König Susenyos, und sein Sohn Fasilides folgte ihm auf den Thron. Er war den Kopten freundlicher gesinnt als sein Vater und hatte dementsprechend auch eine höhere Toleranz gegenüber Andersgläubigen.
Zär’a Yaqob nahm dies zum Anlass, aus seiner Höhle hervorzukommen und von Ort zu Ort zu ziehen, ohne die Absicht, nach Aksum zurückzukehren.
Nach einiger Zeit kam er nach Enferaz und traf einen reichen Mann namens Habtu. Dieser fand heraus, dass Zär’a Yaqob schreiben konnte und wollte, dass er ihm gegen Bezahlung die Psalmen Davids verschriftlichte. Aus dieser Begegnung ergab sich eine Verdienstmöglichkeit für Zär’a Yaqob, und kurz darauf schrieb er für eine ganze Schar von Leuten. Zusätzlich bat ihn Habtu darum, seinen Söhnen Waldä Gabriel und Waldä Heywat das Lesen beizubringen. Letzterer sollte später auch sein Schüler in der Philosophie werden. 1634 heiratete Zär’a Yaqob Habtus Magd Hirut, sie bauten sich ein kleines Haus in Enferaz. Vier Jahre später bekamen die beiden einen Sohn. 1642 brach in Äthiopien eine zwei Jahre währende Hungersnot aus, die Zär’a Yaqob und seine Familie unter Aufwendung ihrer Ersparnisse allerdings überleben konnten. Zär’a Yaqob schrieb sein Traktat auf Drängen seines Schülers Waldä Heywat hin. Er beendete die Arbeit daran 1667. Er starb 25 Jahre später, im Jahr 1693.

## Authentizität
An der Authentizität von Zär’a Yaqobs Traktat wird bis heute gezweifelt. Der französische Äthiopienforscher Antoine d’Abbadie (1810–1897) trug unter anderem dieses Traktat zusammen. D’Abbadie hat die Schrift allerdings nie im Original besessen, seine Kopie befindet sich in der französischen Nationalbibliothek. Das Original war im Besitz Giusto d’Urbinos (1814–1856), eines italienischen Missionars. Wegen der ungewöhnlich fortschrittlichen und religionskritischen Gedanken im Traktat wird auch häufig d’Urbino als Urheber angenommen. Der kanadische Äthiopienforscher Claude Sumner kommt allerdings in einer sehr detaillierten Abhandlung zum Schluss, dass Zär’a Yaqob und nicht d’Urbino der Autor des Traktats ist.

## Philosophie
Zär’a Yaqobs Philosophie ist stark vom christlichen Glauben und Gott geprägt. Als Anlass und Verdeutlichung seiner Argumente nimmt er häufig die Psalmen Davids zu Hilfe, aber auch andere Teile der Bibel wie die Bücher Mose werden hinzugezogen. Seine Vorstellung Gottes bildet den zentralen Ausgangspunkt seiner Philosophie, auch wenn er diese nicht primär aufgrund von Schriften zu erkennen versucht, sondern mithilfe seines Verstandes.
Da Yaqob selbst nur ein Traktat hinterließ und auch selbst keiner philosophischen Schule angehörte, ordnete er selbstverständlich auch seine Philosophie nicht verschiedenen Richtungen zu. Es lassen sich allerdings Tendenzen ausmachen, in die man untergliedern kann.

### Theologie
Für Yaqob stellt Gott den Anfang und das Ende dar, er ist der Schöpfer, den es für eine Schöpfung überhaupt braucht. Der Schöpfergott wird nicht einfach nur als gegeben dargestellt. Ausgangspunkt bildet für Yaqob die Frage nach seiner eigenen Herkunft, welche er noch ganz selbstverständlich zu beantworten vermag, denn er kommt natürlich von seinen Eltern, die ihn geboren haben. Aber woher kommen diese und deren Eltern? Es braucht also einen Schöpfer, der selbst nicht geschaffen wurde, und diesem rechnet Yaqob Allmacht zu.
Schon früh machte Yaqob die Erfahrung, dass nicht nur die Religionen, sondern selbst die Konfessionen untereinander sehr zerstritten sind, und dass ihre Meinungen über die wahre Religion sehr weit auseinandertreten. Hierin liegt der zweite Gottesbeweis aus dem Traktat, auch wenn die Meinungen über Gott auseinandergehen, so sind sich doch zumindest alle Menschen darin einig, dass es überhaupt einen Gott geben muss, und es kann schließlich nicht sein, dass sich alle Menschen irren. Anknüpfend an diese religionskritische Auseinandersetzung eröffnet sich auch die Frage nach der Rechtfertigung Gottes (Theodizee). Wie kann ein gütiger Gott das Leid auf der Welt zulassen? Zunächst kulminiert es in der Frage um die Möglichkeit der Erkennbarkeit des einzig wahren Gottes, denn dieser wurde nie angezweifelt, auch wenn die Religionen zerstritten sind. (Eine polytheistische Weltanschauung hat Yaqob nie in Betracht gezogen.)
Dieser Gott braucht auch selbst so etwas wie einen Verstand, denn wie hätte er sonst ein Wesen mit Verstand, wie den Menschen erschaffen können. Und so, wie Gott dem Menschen Ohren zum Hören gegeben hat, hat er ihm auch den Verstand zum Verstehen gegeben. Und in der Fähigkeit zu Verstehen, im Verstand, sieht Yaqob die einzige Möglichkeit, die Gesetze Gottes zu erkennen und nachzuvollziehen. Der Verstand ist der Verbindungspunkt zwischen Gott und dem Menschen.
Über diesen Ansatz gelangt Yaqob zu der Überzeugung, dass Gott die Seele des Menschen als unsterblich geschaffen hat. Die Begründung hierzu ist mit der vorigen Theodizee verknüpft: Wie kann es sein, dass gute Menschen leiden und es schlechten Menschen gut geht? Die einzig mögliche Antwort darauf ist, dass im Jenseits Vergeltung, bzw. Erlösung herrschen wird. Die Seele des Menschen wird nach seinem Tod ins Jenseits übergehen und wird dort entweder gerichtet oder zufrieden die Ewigkeit verbringen können (ob eine konkrete Himmel/Hölle Vorstellung bei Yaqob bestanden hat, ist nicht zu sagen). Zum Ende seiner Schrift bemerkt Zär’a Yaqob, dass, auch wenn die Menschen ihn für einen Christen halten, er an nichts als an Gott glaubt.

### Religionsphilosophie
Zusätzlich zu seiner Ansicht, dass Gott ausschließlich über den Verstand erkennbar sei, unterzog Zär’a Yaqob zumindest partiell die Religionen einer Untersuchung. Hauptwerkzeug war auch hier der Verstand. Im Islam war die Vielehe erlaubt, und diese würde bei der Verteilung eine Ungleichheit hervorrufen. Bei zehn Frauen pro Mann würden viele Männer leer ausgehen, weil es nicht genügend Frauen gibt. Aus diesem Grund spricht er dem Islam den absoluten Wahrheitsanspruch ab. Gegen das Judentum bringt Zär’a Yaqob vor, dass Moses Sex für schlecht hielt. Da aber anders keine Kinder geboren werden können und die Menschen aussterben würden, kann auch das nicht wahr sein.
Laut dem Evangelium will Gott, dass man ihn mehr liebt als die Eltern und Kinder. Da dies aber nicht der Natur des Menschen entspricht, kann auch das nicht die Wahrheit sein, und so spricht Yaqob letztlich auch dem Christentum die absolute Wahrheit ab. Trotzdem verurteilt er die Religionen nicht per se, auch wenn er sie nicht für wahr hält. Auch ein falscher Glauben kann Gutes bewirken.

### Anthropologie
Zär’a Yaqob fokussiert sich nicht nur auf die Frage nach dem wahren Gott und dessen Erkennbarkeit, auch der Mensch spielt eine zentrale Rolle in seiner Philosophie. Zunächst ist der Mensch ein Vernunftwesen, das mittels des Verstandes erkennen kann. Aber zusätzlich ist er auch ein sinnlich angelegt. So sieht Yaqob den Grund dafür, dass nicht jeder Mensch danach strebt, die Wahrheit kritisch zu suchen, darin, dass die Faulheit in der Natur des Menschen liegt. Allerdings ist das auch die pessimistischste Analyse, die er vom Wesen des Menschen macht. Primär sieht Yaqob den Menschen als freies Wesen an. Zwar wird er von Gott bei schlechten Taten bestraft und bei Guten belohnt, trotzdem bleibt die Entscheidungsgewalt bei ihm selbst. Neben der Freiheit spricht er auch jedem Menschen die Gleichheit vor Gott zu.

### Ethik
Zär’a Yaqob hat auch eine Moralphilosophie. Diese äußert sich als oberstes Prinzip, in einer Form der Goldenen Regel: Handle an anderen nicht so, wie du selbst nicht behandelt werden willst, sondern handle an anderen so, wie du von anderen behandelt werden möchtest. Auch die zehn Gebote hält er bis auf den Sabbat für richtig. Konkret äußert sich das an einem Verbot des Tötens, Stehlens, Lügens und Ehebrechens. Auch der Selbstmord ist verboten, denn da das Leben von Gott kommt, kann das Vernichten von Leben, auch wenn es das eigene ist, nicht sein Wille sein. Auch das Streben nach Vollkommenheit stellt eine Pflicht dar, denn Gott hat den Menschen unvollkommen geschaffen, und der einzige Grund dafür muss darin liegen, dass der Mensch die Vollkommenheit selbst erreichen soll. Zuletzt führt Zär’a Yaqob auch eine Gleichstellung zwischen Mann und Frau zumindest in der Ehe an.

## Trivia
Nicht nur wegen der fortschrittlichen Gedanken Zär’a Yaqobs, die seiner persönlichen Einsicht und keinem direkten Einfluss einer Schule oder Strömung zugeschrieben werden müssen, ist sein Traktat wichtig für die Geschichtsforschung. Speziell in der Geschichtsphilosophie Hegels, die dem subsaharischen Afrika keinerlei philosophische Ambitionen zuschrieb, bietet Zär’a Yaqob ein perfektes Gegenbeispiel, da dieser schon ungefähr 200 Jahre vor Hegel lebte. Auch andere Rassentheorien finden in ihm ein Gegenbeispiel.
Zusätzlich weist er auch methodische Parallelen mit seinem Zeitgenossen René Descartes auf. Vor allem ihr rationales Vorgehen, mit dem Descartes gemeinhin als der Begründer der Neuzeit gilt, verbindet die beiden. Natürlich kann man Zär’a Yaqob im Gegensatz zu Descartes nicht zugestehen eine neue Epoche begonnen zu haben, schließlich wurde er bis ins 19. Jahrhundert ausschließlich von seinem Schüler Waldä Heywat schriftlich rezipiert.